# Libycosuchus brevirostris
Libycosuchus brevirostris è un parente estinto dei coccodrilli, vissuto nel Cretaceo superiore (circa 95 milioni di anni fa). I suoi resti sono stati rinvenuti nell'oasi di Baharjia, in Egitto. 

## Un coccodrillo - iena
Lungo meno di un metro, questo piccolo parente dei coccodrilli aveva un aspetto decisamente inusuale: il cranio, infatti, era molto corto e robusto, più simile a quello di una iena che a quello di un coccodrillo. Anche la dentatura era particolarmente robusta, e fa supporre che il libicosuco fosse un divoratore di carogne. Il paleontologo Eric Buffetaut, nel 1982, ha studiato i resti conosciuti di questo animale e ha dedotto che il suo morso doveva essere estremamente potente e rapido. Il corpo del libicosuco, imperfettamente conosciuto, doveva essere corto e compatto, adatto a una vita sulla terraferma. 
Il libicosuco viveva in un ambiente popolato da dinosauri giganteschi, come i carnivori Spinosaurus e Carcharodontosaurus o l'erbivoro Paralititan; probabilmente questo piccolo animale si specializzò nel diventare un carnivoro che si cibava dei resti dei banchetti dei predatori giganti. 

## Il regno dei coccodrilli
Nello stesso giacimento fossile sono state rinvenute altre forme di coccodrilli, notevolmente diverse dal libicosuco: tra queste, da ricordare Aegyptosuchus peyeri, una forma simile al Bottosaurus nordamericano e soprattutto Stomatosuchus, quest'ultimo fornito di un'enorme apertura boccale simile a quella di un pellicano. 